# Tachina occidentalis
Tachina occidentalis är en tvåvingeart som först beskrevs av Christian Rudolph Wilhelm Wiedemann 1830.  Tachina occidentalis ingår i släktet Tachina och familjen parasitflugor.
Artens utbredningsområde är Jungfruöarna. Inga underarter finns listade i Catalogue of Life.